# Cáceres (Mato Grosso)
Cáceres é um município do estado brasileiro de Mato Grosso. Localizado na mesorregião Centro-Sul do estado e na microrregião do Alto Pantanal. Tem uma população estimada em 91 626 segundo dados do IBGE em 2024.
O município faz fronteira com a Bolívia e é a principal cidade mato-grossense abrangida pelo Pantanal.

## História
A vila de São Luís de Cáceres foi fundada em 6 de outubro de 1778 pelo tenente de Dragões Antônio Pinto Rego e Carvalho, por determinação do quarto governador e capitão-general da capitania de Mato Grosso, Luís de Albuquerque de Melo Pereira e Cáceres.
Cáceres, com o nome de Vila-Maria do Paraguai, em homenagem à rainha reinante de Portugal. No início, o povoado de Cáceres não passava de uma aldeia, centrada em torno da igrejinha de São Luís de França (Luís IX de França). A Fazenda Jacobina destacava-se na primeira metade do século XIX por ser a maior da província de Mato Grosso em termos de área e produção. Foi lá que Sabino Vieira, chefe da Sabinada, a malograda Conjuração baiana, refugiou-se e veio a morrer em 1846.
- O historiador Natalino Ferreira Mendes conta em seus livros que, em meados do século passado, Vila-Maria do Paraguai experimentou algum progresso, graças ao advento do ciclo da indústria extrativa, que tinha seus principais produtos no gado, na borracha e na ipecacuanha, o ouro negro da floresta, e à abertura da navegação fluvial.[10]

As razões para a fundação do povoado foram a necessidade de defesa e incremento da fronteira sudoeste de Mato Grosso; a comunicação entre Vila Bela da Santíssima Trindade e Cuiabá e, pelo Rio Paraguai, com a capitania de São Paulo; e a fertilidade do solo no local, com abundantes recursos hídricos.
Em 1860, Vila-Maria do Paraguai já contava com sua Câmara Municipal, mas só em 1874 foi elevada à categoria de cidade, com o nome de São Luiz de Cáceres, em homenagem ao padroeiro e ao fundador da cidade. Em 1938, o município passou a se chamar apenas Cáceres. Em fevereiro de 1883, foi assentado na Praça da Matriz, atual Barão do Rio Branco, o Marco do Jauru, comemorativo do Tratado de Madrid, de 1750. Junto com a Catedral de São Luís — cuja construção teve início em 1919, mas só foi concluída em 65 —, os dois monumentos estão até hoje entre os principais atrativos turísticos da cidade.
Nesse período da história brasileira, as cidades acumulavam também o Poder Judiciário. E territorialmente, Cáceres abrangia toda a região sudoeste do Estado do Mato Grosso.
A navegação pelo Rio Paraguai desenvolveu o comércio com Corumbá, Cuiabá e outras praças, e o incremento das atividades agropecuárias e extrativistas fez surgir os estabelecimentos industriais representados pelas usinas de açúcar e as charqueadas de Descalvados e Barranco Vermelho, de grande expressão em suas épocas.
Em 1914, São Luís de Cáceres recebeu a visita do ex-presidente dos Estados Unidos, Theodore Roosevelt, que participava da Expedição Roosevelt-Rondon. Conta-se que ele ficou encantado com o comércio local, cujo carro-chefe era a loja "Ao Anjo da Ventura", de propriedade da firma José Dulce & Cia, que também era dona do vapor Etrúria. As lanchas que deixavam Cáceres com destino a Corumbá levavam poaia (ou ipecacuanha), borracha e produtos como charque e couro de animais e voltavam carregadas de mercadorias finas, como sedas, cristais e louças vindas da Europa.
No início de 1927, Cáceres viveu dois acontecimentos marcantes: a passagem da Coluna Prestes por seus arredores, que provocou a fuga de muitos moradores, e o pouso do hidroavião italiano Santa Maria, o primeiro a sobrevoar Mato Grosso.
A partir de 1950, as mudanças passaram a ser mais rápidas. No início dos anos 1960, foi construída a ponte Marechal Rondon, sobre o Rio Paraguai, que facilitou a expansão em direção ao noroeste do Estado. A chegada de uma nova leva migratória,causada pelo desenvolvimento agrícola que projetou polo de produção no Estado e no pais, mudou o perfil de Cáceres, cuja ligação com a capital, Cuiabá, foi se intensificando à medida que melhoravam as condições da estrada ligando as duas cidades. É nesse período que ocorre a emancipação dos novos núcleos sócios-econômicos.
Assim, emanciparam-se de Cáceres: o distrito de Mirassol d'Oeste, Salto do Céu, Jauru, Porto Esperidião, São José dos Quatro Marcos, Araputanga, Reserva do Cabaçal, Figueirópolis d'Oeste, Porto Estrela, Lambari d'Oeste e Rio Branco.

### Patrimônio histórico
Como cidade fundada no século XVIII, Cáceres possui inúmeros prédios e elementos arquitetônicos de alta relevância, teve parte do perímetro do centro do município tombado pelo Instituto do Patrimônio Histórico e Artístico Nacional (Iphan) em 2010. Além do Centro Histórico, foram tombadas fazendas, usinas, e sítios arqueológicos. Cáceres destaca-se, especialmente, por retratar em sua arquitetura diferentes fases vividas desde a colonização da América Portuguesa até os dias atuais, tendo desde edificações em perfeito estado de conservação, até prédios em estado avançado de degradação, seja por ação humana ou do tempo.

#### Tipologia colonial
A Tipologia Colonial foi introduzida na América Portuguesa no período que vai de 1530 até 1830, importando e adaptando as correntes de estilo presentes na Europa à realidade de materiais, mão de obra e técnicas locais, utilizando taipa e adobe, sem grandes atributos decorativos, e apresentando batentes de portas e janelas de madeira larga, tendo função estrutural.

#### Estilo neoclássico
Introduzido principalmente pela missão artística trazida por D. João VI em 1816, destacou-se como o estilo próprio do período monárquico brasileiro, porém sendo introduzido em Cáceres apenas no final do século XIX. Tem como principais características o pé-direito alto, colunas e frisos inspirados na Grécia e Roma antigas, portas e janelas com bandeira em arco, frontões, platibanda ocultando o telhado, e cimalhas. Este estilo destacou-se nas casas da elite local e nas casas comerciais locais.

#### Inspiração neogótica
Popularizou-se no Brasil por volta de 1880, próximo ao final do reinado de D. Pedro II e procurava reviver as formas góticas medievais, em contraste com os estilos clássicos dominantes naquele período. Caracteriza-se pelo verticalismo dos edifícios, em substituição ao horizontalismo romântico, paredes mais leves e finas, janelas predominantes, torres ornadas por rosáceas, arco de volta quebrada, torres sineiras em forma de pirâmide, e abóbodas de arcos cruzados e ogivas. Em Cáceres, destaca-se a Catedral São Luiz enquanto exemplo deste estilo, numa tentativa de construir uma réplica da Notre Dame de Paris.

#### Estilo eclético
Estilo do final do século XIX e primeiras décadas do século XX, trata-se de uma combinação de elementos de vários estilos arquitetônicos, que poderiam ser clássico, medieval, renascentista, barroca ou neoclássica, se caracterizando pelo excesso decorativo nas edificações. De modo geral, destacam-se a simetria, a busca pela grandiosidade, riqueza decorativa, janelas de três folhas, recuo entre a casa e a calçada, com jardim interno, inspirado nos palacetes da monarquia.

#### EstiloArt Decó
Introduzido em Cáceres em meados do século XX, caracteriza-se pelo uso decorativo de linhas retas e horizontais, inclusive em zigue-zague, configurando zigurates, sendo um estilo bastante simplificado em aspectos decorativos, apresentando formas geométricas, filetes nas platibandas e a curva em evidência.

## Geografia
Apesar de ser considerada uma típica cidade pantaneira, Cáceres está situada dentro da Amazônia Legal, que compreende, além de todo o estado de Mato Grosso, mais 8 estados brasileiros (o Pantanal Norte, onde fica Cáceres, é chamado também de Pantanal Amazônico por estar totalmente inserido na Amazônia Legal). O município se divide em quatro distritos: Cáceres/Sede, Santo Antonio do Caramujo, Horizonte D´Oeste e Vila Aparecida. (redação dada pela Lei Orgânica de Cáceres, Título I).

### Clima
| Maiores acumulados de precipitação em 24 horas registrados em Cáceres por meses (INMET) | Maiores acumulados de precipitação em 24 horas registrados em Cáceres por meses (INMET) | Maiores acumulados de precipitação em 24 horas registrados em Cáceres por meses (INMET) | Maiores acumulados de precipitação em 24 horas registrados em Cáceres por meses (INMET) | Maiores acumulados de precipitação em 24 horas registrados em Cáceres por meses (INMET) | Maiores acumulados de precipitação em 24 horas registrados em Cáceres por meses (INMET) |
| Mês                                                                                     | Acumulado                                                                               | Data                                                                                    | Mês                                                                                     | Acumulado                                                                               | Data                                                                                    |
| --------------------------------------------------------------------------------------- | --------------------------------------------------------------------------------------- | --------------------------------------------------------------------------------------- | --------------------------------------------------------------------------------------- | --------------------------------------------------------------------------------------- | --------------------------------------------------------------------------------------- |
| Janeiro                                                                                 | 124,6 mm                                                                                | 03/01/2009                                                                              | Julho                                                                                   | 54 mm                                                                                   | 04/07/1971                                                                              |
| Fevereiro                                                                               | 159 mm                                                                                  | 11/02/2010                                                                              | Agosto                                                                                  | 71,6 mm                                                                                 | 07/08/2003                                                                              |
| Março                                                                                   | 147 mm                                                                                  | 23/03/2005                                                                              | Setembro                                                                                | 67,6 mm                                                                                 | 30/09/1945                                                                              |
| Abril                                                                                   | 102 mm                                                                                  | 01/04/1958                                                                              | Outubro                                                                                 | 109,5 mm                                                                                | 10/10/1954                                                                              |
| Maio                                                                                    | 82,5 mm                                                                                 | 07/05/1995                                                                              | Novembro                                                                                | 121,3 mm                                                                                | 09/11/1999                                                                              |
| Junho                                                                                   | 65 mm                                                                                   | 04/06/1944                                                                              | Dezembro                                                                                | 124,6 mm                                                                                | 01/12/2003                                                                              |
| Período: 1931-1966 e 01/08/1970-presente                                                |                                                                                         |                                                                                         |                                                                                         |                                                                                         |                                                                                         |

O clima é tropical semiúmido, apresentando temperatura média anual de 26 °C. Possui duas estações bem definidas, uma chuvosa, entre outubro e abril, e outra seca, de maio a setembro. As temperaturas médias diminuem entre maio e julho. No inverno, as massas polares atingem com maior frequência a cidade, causando o fenômeno da friagem, fazendo a temperatura cair bruscamente. Casos de geadas são bastante raros.
O verão é quente e úmido, onde chove com frequência, não sendo raro registros de chuvas torrenciais e invernadas. Apesar de o verão ser quente, é entre agosto e outubro (no auge da estiagem) que se registram os valores mais elevados de temperatura, sendo frequentes temperaturas acima dos 37 °C e em alguns dias acima dos 40 °C. No final desta estação, o ar se torna muito seco, com umidade às vezes chegando próximo à casa dos 10%, e é neste período que as queimadas se alastram.
Segundo dados do Instituto Nacional de Meteorologia (INMET), referentes ao período de 1931 a 1966 e a partir de 1970, a menor temperatura registrada em Cáceres foi de −1 °C em 29 de junho de 1996 e a máxima histórica é de 42,2 °C em 8 de outubro de 2020, sendo que recorde anterior era de 42 °C em 4 de outubro de 1936. O maior acumulado de precipitação em 24 horas atingiu 159 milímetros (mm) em 11 de fevereiro de 2010. Outros acumulados iguais ou superiores a 100 mm foram: 147 mm em 23 de março de 2005, 124,6 mm em 10 de dezembro de 2003 e 3 de janeiro de 2009, 121,3 mm em 9 de novembro de 1999, 121 mm em 22 de dezembro de 1998, 116,2 mm em 9 de dezembro de 1998, 110,8 mm em 17 de dezembro de 1962, 104,6 mm em 26 de janeiro de 1983 e 102,3 mm em 13 de fevereiro de 1961. Desde abril de 2012, o menor nível de umidade relativa do ar (URA) chegou a 10% em setembro de 2020, nos dias 12 e 13, e a rajada de vento mais forte atingiu 22,3 m/s (80,3 km/h) em 11 de novembro de 2013.
| Dados climatológicos para Cáceres | Dados climatológicos para Cáceres | Dados climatológicos para Cáceres | Dados climatológicos para Cáceres | Dados climatológicos para Cáceres | Dados climatológicos para Cáceres | Dados climatológicos para Cáceres | Dados climatológicos para Cáceres | Dados climatológicos para Cáceres | Dados climatológicos para Cáceres | Dados climatológicos para Cáceres | Dados climatológicos para Cáceres | Dados climatológicos para Cáceres | Dados climatológicos para Cáceres |
| Mês | Jan                               | Fev                               | Mar                               | Abr                               | Mai                               | Jun                               | Jul                               | Ago                               | Set                               | Out                               | Nov                               | Dez                               | Ano                               |
| --- | --------------------------------- | --------------------------------- | --------------------------------- | --------------------------------- | --------------------------------- | --------------------------------- | --------------------------------- | --------------------------------- | --------------------------------- | --------------------------------- | --------------------------------- | --------------------------------- | --------------------------------- |
| Temperatura máxima recorde (°C) | 39,6                              | 39,1                              | 39,2                              | 36,9                              | 36,4                              | 38                                | 38                                | 40,5                              | 42                                | 42,2                              | 40,8                              | 39,8                              | 42,2                              |
| Temperatura máxima média (°C) | 32,6                              | 32,5                              | 32,7                              | 32,4                              | 30,9                              | 30,7                              | 31,1                              | 33,1                              | 33,4                              | 34,6                              | 33,8                              | 33                                | 32,6                              |
| Temperatura média compensada (°C) | 27,1                              | 26,9                              | 26,9                              | 26,1                              | 24,1                              | 23                                | 22,5                              | 24,3                              | 25,6                              | 27,4                              | 27,3                              | 27,2                              | 25,7                              |
| Temperatura mínima média (°C) | 23                                | 22,7                              | 22,7                              | 21,5                              | 18,9                              | 17,1                              | 16                                | 17,1                              | 19,7                              | 22                                | 22,3                              | 22,7                              | 20,5                              |
| Temperatura mínima recorde (°C) | 13,9                              | 12                                | 11,5                              | 1                                 | 3                                 | −1                                | 1,8                               | 0,5                               | 8,8                               | 9,8                               | 11,7                              | 10                                | −1                                |
| Precipitação (mm) | 252,8                             | 193,7                             | 171,5                             | 89,6                              | 31,9                              | 13,4                              | 16,5                              | 20,8                              | 44,2                              | 96,8                              | 129,2                             | 210,3                             | 1 270,7                           |
| Dias com precipitação (≥ 1 mm) | 14                                | 13                                | 12                                | 8                                 | 4                                 | 2                                 | 1                                 | 2                                 | 4                                 | 7                                 | 10                                | 14                                | 91                                |
| Umidade relativa compensada (%) | 81,4                              | 82                                | 82,3                              | 80,1                              | 78,5                              | 75                                | 69,1                              | 63,5                              | 66,5                              | 71,9                              | 76                                | 78,6                              | 75,4                              |
| Insolação (h) | 127,5                             | 106,4                             | 118,6                             | 163,8                             | 179                               | 186,3                             | 220,6                             | 176,1                             | 90,6                              | 139,3                             | 150,4                             | 131,5                             | 1 790,1                           |
| Fonte: Instituto Nacional de Meteorologia (INMET) (normal climatológica de 1981-2010; recordes de temperatura: 1931-1966 e 01/08/1970-presente) |                                   |                                   |                                   |                                   |                                   |                                   |                                   |                                   |                                   |                                   |                                   |                                   |                                   |

## Economia

### Agropecuária
A pecuária é a principal atividade econômica da cidade, que possui um dos maiores rebanhos de gado do Brasil.
Cáceres possui o único frigorífico de jacaré da América Latina, a COOCRIJAPAN, idealizada e fundada por Huberto Cezar de Moraes Machado. A estrutura conta com 3 criatórios comerciais, um frigorífico e um curtume.
Com o apoio do Sebrae em Mato Grosso por meio do Projeto Animais Silvestres, objetivos vêm sendo obtidos para o desenvolvimento dessa atividade. O projeto iniciado em 2006, além de fomentar a atividade, tem capacitado os produtores, implementando novas tecnologias e principalmente a preservação do meio ambiente.
Cáceres possui ainda indústrias de couro (abate diário de cinco mil cabeças de gado bovino em cinco frigoríficos, quinze laticínios e três curtumes), cana-de-açúcar (duas usinas), madeira (vinte e três mil hectares com plantação de teca e extração de borracha) e mineral (calcário e brita).

### ZPE-MT de Cáceres (Zona de Processamento de Exportação)
A Zona de Processamento de Cáceres foi criada em 1990 através de Decreto presidencial, possui área de aproximadamente 247 hectares, e está dividida em cinco módulos operacionais e área administrativa. Foi alfandegada pela Receita Federal em Ato Declaratório em março de 2024  e teve o início das operações aprovado pelo Ministério do Desenvolvimento, Indústria, Comércio e Serviços (MDIC) em julho de 2024, sendo a terceira ZPE ativa do Brasil, juntando-se às ZPEs de Pecém, no Ceará, e de Parnaíba, no Piauí.
As Zonas de Processamento de Exportações são áreas de livre comércio com o exterior destinadas à instalação de empresas com perfil voltado à exportação. As empresas que se instalam em ZPE têm acesso a tratamento tributário, cambial e administrativo específicos, e devem auferir 80% de sua receita bruta anual com exportações.
Atualmente, o Conselho Nacional das Zonas de Processamento de Exportação (CZPE) analisa quatro propostas de projetos a serem instalados na ZPE, com foco em atividades industriais e de serviços direcionados à exportação. 

## Infraestrutura
Nos últimos anos, Cáceres vem estruturando-se como importante porto fluvial mato-grossense, incorporando-se à política de Integração Latino-Americana, buscando a implantação do sistema de transporte intermodal, e a ligação por rodovia com a Bolívia, terminando no Oceano Pacífico, no Chile. A hidrovia Paraguai-Paraná, em Cáceres, é um modal alternativo às exportações estaduais.

### Religião

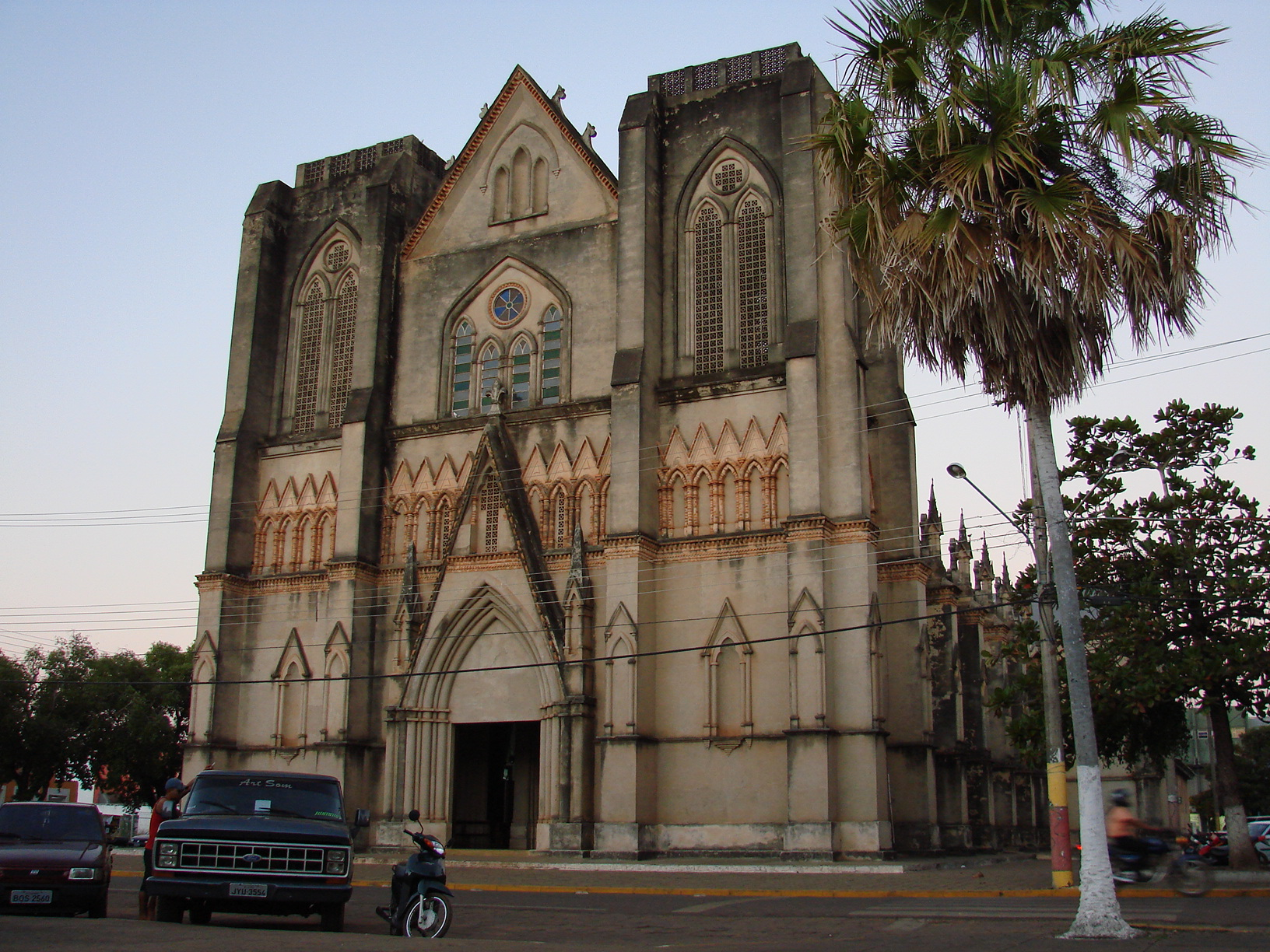
Catedral São Luís, sede da Diocese de São Luís de Cáceres.

Cáceres: A religião em Cáceres é majoritariamente Católica Apostólica Romana. Cerca de 77,7% da população é Católica e 21,4% protestante. Os outros 0,9% pertencem as demais congregações. Note que essa percentagem é dividida entre a população que tem algum credo religioso.

### Política
- Comarca de Cáceres[44]

#### Televisão
- TV Vitória Régia HD - Canal 41 (6.1) (Band)
- TV Descalvados - Canal 8 • SBT
- TV Centro América HD - Canal 36 (12.1) • Rede Globo
- Rede Vida HD - Canal 18 (18.1) • Retransmissora
- Rede Vida Educação SD - Canal 18 (18.2) • Retransmissora
- Rede Vida Educação 2 SD - Canal 18 (18.3) • Retransmissora
- TV Aparecida HD Canal 15 (15.1)

#### Rádios
- Rádio Difusora FM 102.3 MHz
- Rádio Centro América Hits FM 103.1 MHz
- Super Rádio Jornal FM 107.3 MHz
- Rádio Nova FM 97.3 Mhz

## Turismo
Cáceres se destaca no turismo histórico e esportivo. Encontra-se situada numa das regiões mais privilegiadas do pantanal mato-grossense, visto que ostenta uma das maiores potencialidades turísticas do estado, ou seja, a grandiosidade e a beleza do Rio Paraguai e seus afluentes. Se desenvolve em torno da pesca esportiva sendo sede de um evento mundial: o Festival Internacional de Pesca Esportiva (FIPe), registrado no Guinness Book como o maior campeonato de pesca do mundo em águas fluviais.

## Últimos prefeitos eleitos
| Ano  | Prefeito        | Partido | Votos  | %     | Ref    |
| ---- | --------------- | ------- | ------ | ----- | ------ |
| 2004 | Ricardo Henry   | PP      | 18.554 | 44,93 | [ 47 ] |
| 2008 | Ricardo Henry   | PP      | 21.343 | 49,23 | [ 48 ] |
| 2012 | Francis Maris   | PMDB    | 21.630 | 49,23 | [ 49 ] |
| 2016 | Francis Maris   | PSDB    | 22.372 | 62,91 | [ 50 ] |
| 2020 | Eliene Liberato | PSB     | 15.881 | 38,16 | [ 51 ] |
| 2024 | Eliene Liberato | PSB     | 23.286 | 52,06 |        |